# Tipula monilifera
Tipula monilifera är en tvåvingeart som beskrevs av Friedrich Hermann Loew 1851. Tipula monilifera ingår i släktet Tipula och familjen storharkrankar. Inga underarter finns listade i Catalogue of Life.